# Dayr al-Jāthalīq
Dayr al-Jāthalīq (in arabo دير اﻟﺠﺎثليق‎?, "Monastero del Catholicos"), era il nome di un monastero nestoriano che si ergeva nelle prossimità irachena di Maskin, a sud di Sāmarrāʾ, in Iraq, probabilmente in quello che viene oggi chiamato "Tel al-Dayr" (Collina del monastero), a circa 6 km dal villaggio di Smeika.
Nella chiesa del monastero di Dayr al-Jāthalīq furono sepolti i seguenti patriarchi della Chiesa d'Oriente: Timoteo I, Ishoʿ bar Nun, Gewargis II, Sabrisho II, Teodosio e Sergio.
Nei suoi pressi fu combattuta la battaglia di Dayr al-Jāthalīq nel novembre del 691, nel quadro della guerra civile esplosa dopo la morte di Muʿāwiya II.

In essa trovarono la morte Muṣʿab b. al-Zubayr e Ibrāhīm ibn al-Mālik al-Ashtar ad opera delle forze califfali omayyadi comandate da al-Ḥajjāj b. Yūsuf.